# Broquéis
Broquéis (en català, broquers).és el primer llibre amb 54 poemes del poeta simbolista brasiler João da Cruz e Sousa, publicat originalment el 1893.

## Història
En aquest poemari, el primer del simbolisme al Brasil (Cruz e Sousa havia editat mesos abans Missal, simbolista també però en prosa), l'autor utilitza un llenguatge molt erudit, emprant jocs de paraules, metàfores i al·literacions. Utilitza el color blanc per representar l'espiritualitat, a més d'elements vagues. Sempre desitja l'esperit, però perd l'espiritualitat amb l'element material.
L'obra consta de 54 poemes, estant marcats per la influència del poeta francès Baudelaire, que aportava el mal com quelcom bonic.

## Poemes
- Antífona
- Siderações
- Lésbia
- Múmia
- Em Sonhos...
- Lubricidade
- Monja
- Cristo de Bronze
- Clamando...
- Braços
- Regina Coeli
- Sonho Branco
- Canção da Formosura
- Torre de Ouro
- Carnal e Místico
- A Dor
- Encarnação
- Sonhador
- Noiva da Agonia
- Lua
- Satã
- Beleza Morte
- Afra
- Primeira Comunhão
- Judia
- Velhas Tristezas
- Visão da Morte
- Deusa Serena
- Tulipa Real
- Aparição
- Vesperal
- Dança do Ventre
- Foederis Arca
- Tuberculosa
- Flor do Mar
- Dilacerações
- Regenerada
- Sentimentos carnais
- Cristais
- Sinfonias do Ocaso
- Rebelado
- Música Misteriosa...
- Serpente de Cabelos
- Post Morte
- Alda
- Acrobata da Dor
- Angelus...
- Lembranças Apagadas
- Supremo Desejo
- Sonata
- Majestade Caída
- Incensos
- Luz Dolorosa...
- Tortura Eterna